# Traktát Pesachim
Pesachim (hebrejsky פסחים‎) je název třetího traktátu oddílu Mo'ed mišny a talmudu.
Týká se především zákonů židovského svátku Pesach a oběti pesachového beránka.
První čtyři kapitoly definují chamec a popisují jeho odstraňování, kapitoly 5-9 pojednávají o předpisech svátku pesach a o oběti beránka. Desátá, závěrečná kapitola probírá průběh pesachového sederu.

## Kapitoly
Pesachim jsou rozdělena do 10 kapitol: 
1. אור לארבעה עשר‎ (Or le-arba'a asar)
2. כל שעה‎ (Kol ša'a)
3. אלו עוברין‎ (Elu overin)
4. מקום שנהגו‎ (Makom še-nahagu)
5. תמיד נשחט‎ (Tamid nišchat)
6. אלו דברים‎ (Elu devarim)
7. כיצד צולין‎ (Kejcad colin)
8. האשה‎ (Ha-iša)
9. מה שהיה‎ (Ma še-haja)
10. ערבי פסחים‎ (Arvej fesachim)